# Grund (arkitektur)

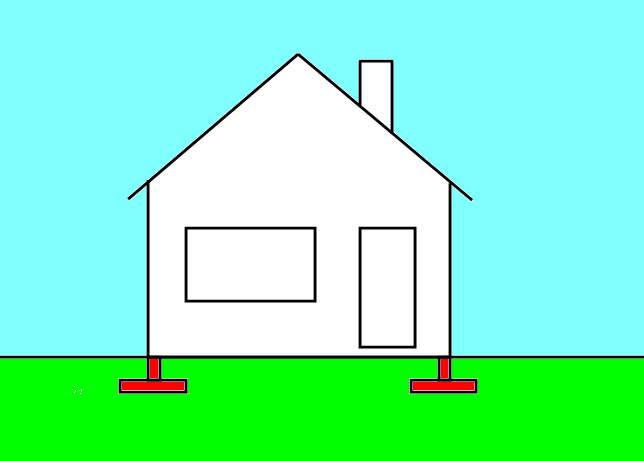
Principskiss av enkla fundament.

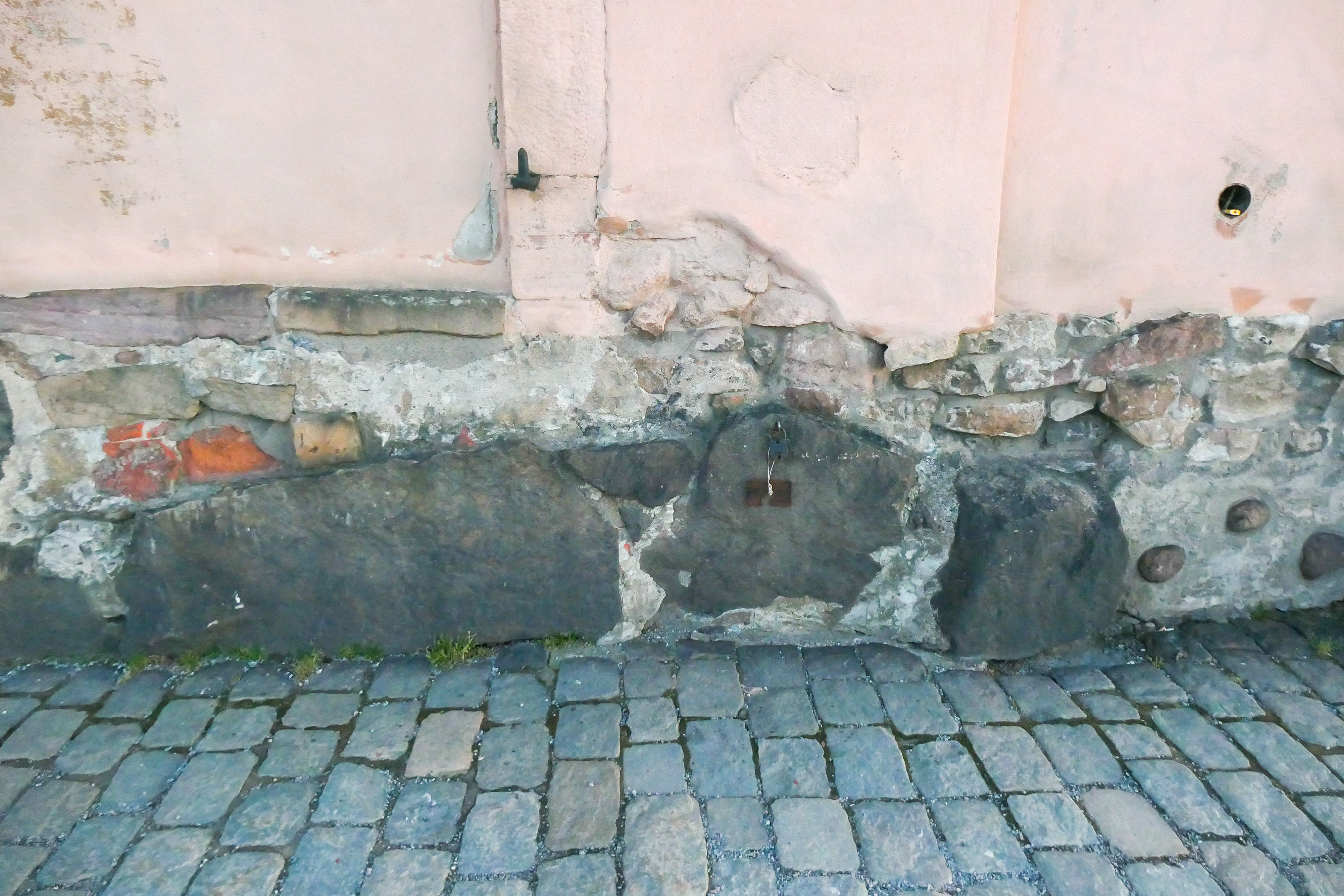
Husgrunden till Överkommissariens hus i Stockholm utgörs av stenar och grova granitblock. Här finns även inslag av tegelstenar och kalk- och sandstensdelar från äldre byggnader.

Grund (husgrund eller fundament) är den del av en byggnad som står mot markytan.
Exempel på olika typer av husgrund är krypgrund, källare, plintgrund eller platta på mark.

## Grundläggningens uppgift
Grundläggningens uppgift är att bära byggnadens stomme, att hålla fukt och radon  borta, och ibland att bidra till husets isolering. Detta är det viktigaste strukturella elementet, eftersom det har en svår uppgift att skydda strukturen från formförvrängning, för tidig förstörelse och deformation under drift. Alla typer av grundläggning har historiskt orsakat fuktproblem och sjuka-hus syndrom i stor omfattning, med mögel och röta som följd. tryckimpregnerat doftar då det blir fuktigt eftersom volatila föreningar frigörs vilket kan medför elak lukt i huset. Förutom problem relaterade till fukt kan även grundläggningen tappa bärighet eller få sättningsskador. Det gäller särskilt byggnader på ler- och siltmark med begränsat grundläggningsdjup eller pålningsdjup, men kan förekomma på alla marktyper utom berg. Grunden kan utsättas för tjälhävning vid stark och långvarig kyla, tjälen kan trycka undan vattenmättad sand eller lera med senare sättningar som följd när marken torkar upp.
Grundbotten bör vara plan så att det ej kan bildas fickor eller fördjupningar för vatten i till exempel berg eller lera, grundbotten bör vara väl dränerad. Beroende av förhållande på platsen kan det behövas sprängningarbeten av berg eller större stenar, även schaktas för dränering och installationer. Det är viktigt är att avleda grundvatten från grundbotten med en tillfredsställande dränering och marken bör ha en viss lutning från grunden för att avleda regn och smältvatten. Takavvattning som leder vattnet ned i dräneringen eller ett gott stycke från huset bidrar till minskade fuktproblem i grundläggningen. För att fuktskyddet skall fungera måste dräneringen vara tillfredsställande och underhållas enligt rekommendation, brunnar skall rensas varje år och dräneringen kan behövas läggas om vart 20 år. All grundläggning kan vara känslig för brister i dräneringen och eventuellt ytvatten, än värre vid översvämningar som når grunden, vatten sugs lätt upp och kan ställa till skador. Vid en ny grundläggning kan en fuktsäkerhetsprojektering vara viktig för att klarlägga vilken grundläggning och utförande, som är den mest lämpade för respektive byggprojekt.
Förebyggande åtgärder mot radon är viktig vid all grundläggning, med speciella radonbromsar, täta dukar eller flexibla skivor som är gastäta för att stänga vägen för radongasen upp mot vistelsezonen.

## Olika typer av grundläggningar
I Sverige förekommer huvudsakligen tre olika typer av husgrunder. I andra länder förekommer även pålgrund. En del större byggnader kan även stå på en plintgrund, men har kommit mest till användning för sommarstugor eller kolonistuga samt friggebodar.

### Krypgrund
Krypgrunden är en grundläggning med ett mellanrum mellan grundbotten och trossbotten, som ofta används för installationer av till exempel fjärrvärme, avlopp, antennförbindelser. Den äldre oskyddade krypgrunden anses som en riskkonstruktion  och har drabbats av mögel och röta. I Sverige har uteluftsventilerade krypgrunder varit ett vanligt sätt att grundlägga före 1940-talet och senare även under mitten av 1960-talet. Under 1980-talet, mellan åren 1982 och 1991 byggdes 250 000 småhus, 25 procent av det totala antalet var försedda med krypgrund. Under 90-talet byggdes mer än hälften av husen på krypgrund till följd av uppmärksamheten kring fuktproblem med dåvarande konstruktionen vid platta på mark. På senare år har det svängt så att ca 30% av husen byggts med krypgrund, denna gång efter det att den oskyddade krypgrundens fuktproblem uppmärksammats i forskningsrapporter och media. En krypgrund är byggd med en kryphöjd om minst 60 cm. I äldre konstruktioner kan det vara lägre, eller obetydlig höjd mellan grundbotten och bjälklag. I större byggnader läggs ofta ett dike igenom grunden som används vid underhållsarbeten. I likhet med andra äldre konstruktioner av grundläggningar har den haft fuktproblem, framför allt i och med avsaknaden av isolering och ångspärr mot grundbotten och grundmur. Vid fall med fukt i befintliga konstruktioner finns flera möjliga åtgärder (se krypgrund). Vid nybyggnad av grunder kan det vara viktigt att utföra en fuktsäkerhetsprojektering för att minska framtida risker med fukt. Andra exempel på en krypgrund är torpargrund eller plintgrund.

### Platta på mark
Platta på mark har traditionellt gjutits på ett kapillärbrytande skikt av till exempel tvättad makadam. Idag gjuts plattan uteslutande på underliggande isolering av cellplast eller hård mineralull. De tidigare plattorna på mark har i småhus drabbats av problem med mögel och röta i syllar och golvkonstruktioner. Orsaken till detta var att man lade isoleringen ovanpå betongplattan. Fukt kondenserade upp mot betongens översida. I och med det omfattande fuktsäkerhetsarbetet de senaste 30 åren och dess insikt i fuktdynamik lägger man isoleringen under betongen, oftast någon form av cellplast i flera förskjutna skikt för att erhålla en ångspärr. Det byggs fler plattor på mark för varje årtionde som går, förmodligen till följd av att det uppstår fuktproblem i uteluftsventilerade krypgrunder  och uppmärksamheten angående fuktproblem i andra typer av grundläggningar . Det kan med fördel installeras golvvärme i väl isolerad betongplatta. För att grunden ska fungera väl under lång tid kan det vara lämpligt med en fuktsäkerhetsprojektering vid utförandet av en platta på mark. 

### Källare
Källare liknar platta på mark men har ett utrymme ovanför plattan med ståhöjd och väggar som helt eller delvis är täckta av omgivande markytor med underliggande dräneringsmassor. Källare bör liksom betongplattan vara isolerad på den yttre sidan för att fungera fuktmässigt, samt att källarens inre isolering och konstruktion mot ytterväggen ej bör bestå av material som kan absorbera fukt. En väl fungerande dränering är viktig eftersom en stor del av byggnaden står under markytan.